# Ciència del hadit

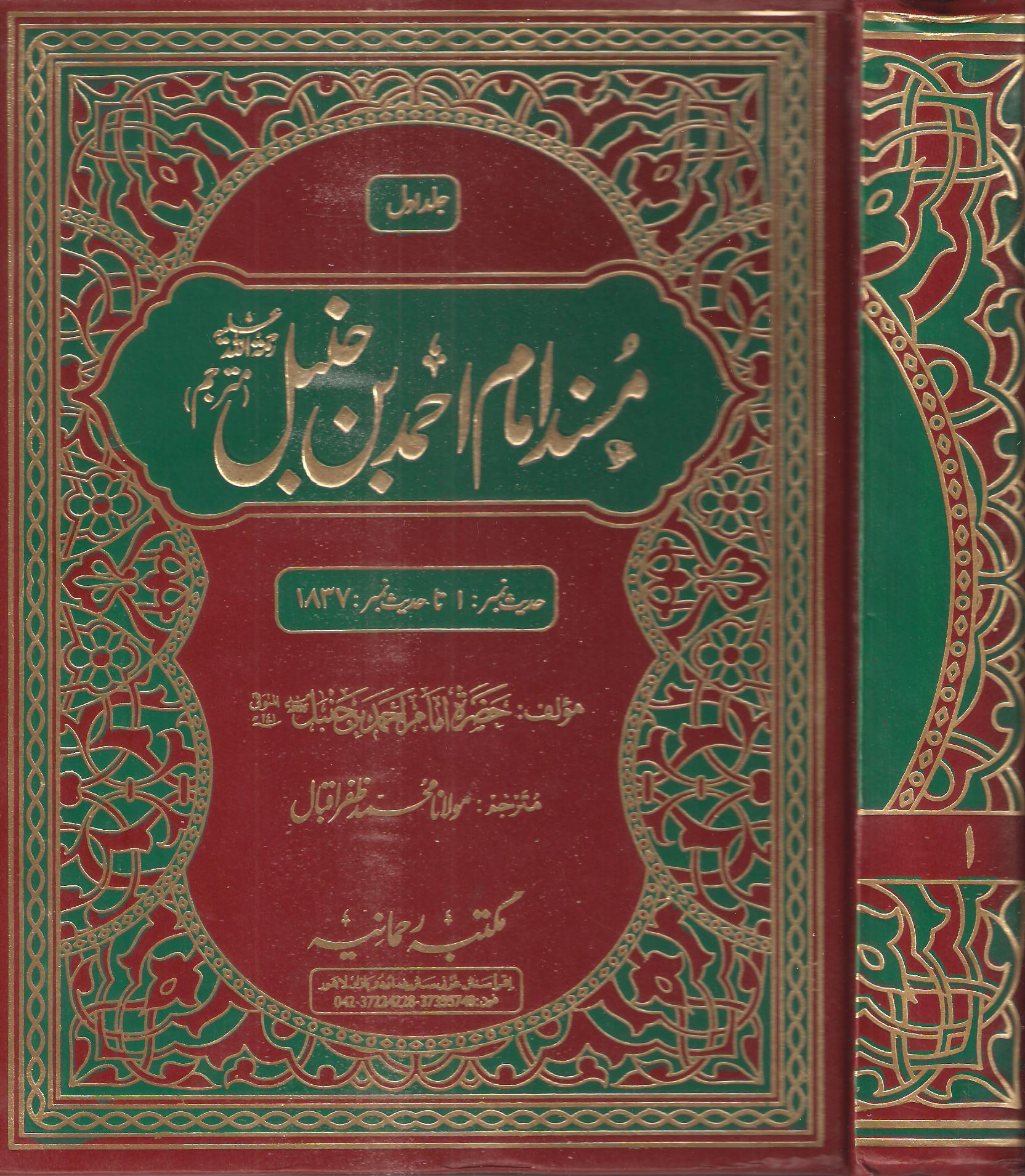
Musnad (recull de hadits) d'Àhmad ibn Hànbal

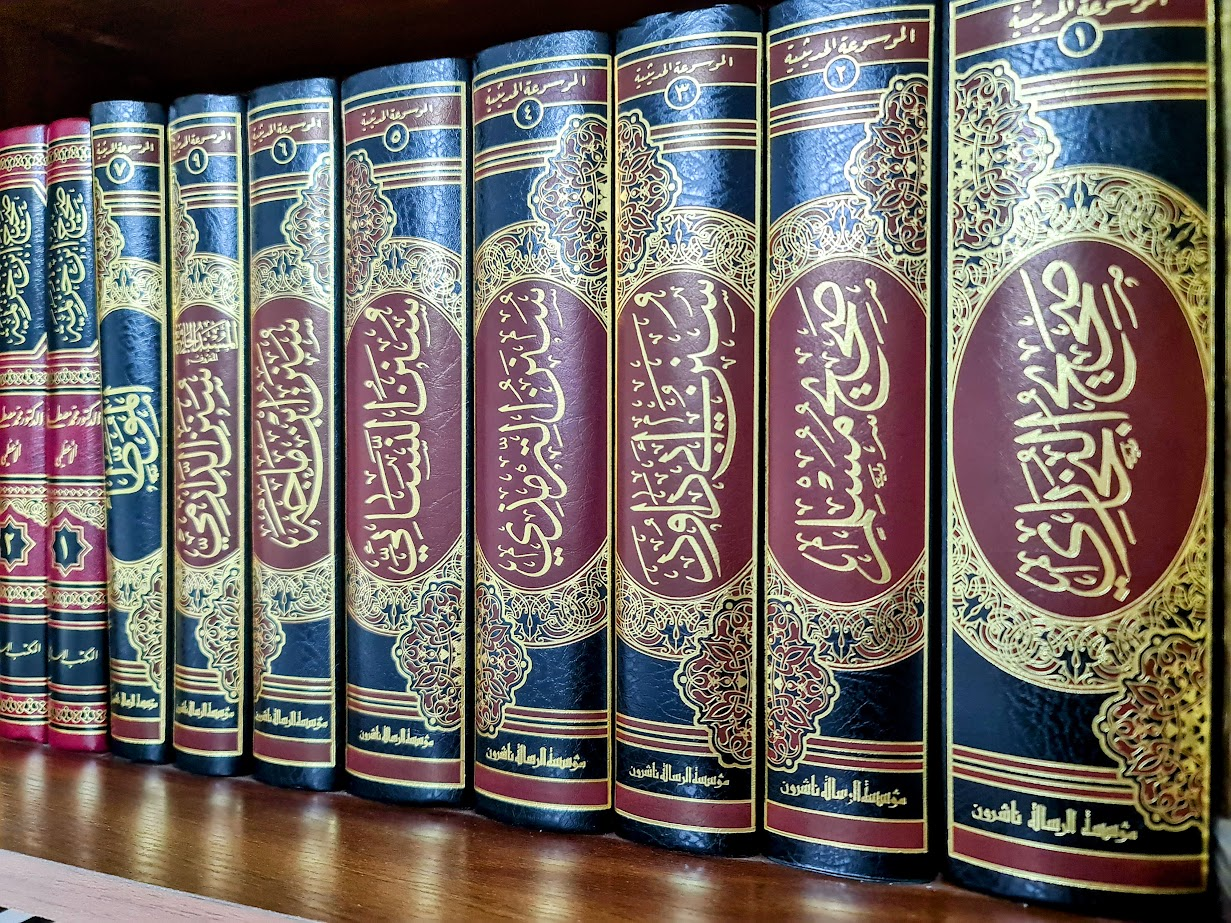
Conjunt de llibres de hadits entre els quals s'inclouen les recopilacions de Muhàmmad al-Bukharí i Sahih Múslim

La ciència del hadit (àrab: علم الحديث, ʿilm al-ḥadīṯ) és una branca dins de les ciències de l'islam dedicada a l'estudi i anàlisi dels hadits per tal d'establir-ne el grau d'autenticitat. A aquest objectiu s'hi arriba tant per l'anàlisi detallada del contingut i significat del hadit com per l'estudi de la cadena de transmissió de cada hadit. D'aquesta manera els ulemes o estudiosos musulmans han mirat de classificar els hadits segons el seu grau d'autenticitat. L'especialista en hadit i en les cadenes de transmissió s'anomena muhàddith.
El muhàddith as-Suyutí va descriure la ciència del hadit com aquella que té com a objectiu establir l'autenticitat d'un hadit tant a partir del sanad, o cadena de transmissió del hadit, com del matn o contingut del hadit. L'historiador Ibn Hàjar al-Asqalaní el va definir com el coneixement dels principis pels quals es determinen la condició del narrador i de la narració.

## Història
Després de la mort del profeta Muhàmmad, les seves dites van ser conservades tant en forma escrita com sobretot memoritzada.
Úmar ibn al-Khattab, el segon califa, va començar a reunir tots els hadits en un únic volum unificat, tanmateix, va acabar per renunciar a aquesta empresa per tal de concentrar els seus esforços per establir el text de l'Alcorà.
El califa omeia Úmar ibn Abd al-Aziz també va començar a recollir hadits. L'ensenyament i la recol·lecció de hadits formava part del seu pla per renovar la fibra moral de la comunitat musulmana.
Úmar també va ordenar al gran erudit de Medina Abu-Bakr ibn Hazm, prendre nota de tots els hadits del profeta Muhàmmad i d'Úmar Ibn al-Khattab, en particular aquells transmesos per Àïxa bint Abi-Bakr. Va recollir aquests hadits en llibres que després va fer distribuir per tot el Califat omeia. Encara que aquests llibres s'han perdut, els comentaris que en va fer Ibn an-Nadim revelen que estaven organitzats com la Muwatta de l'imam Màlik ibn Anas, la primera gran recopilació per escrit de hadits. Al seu torn, és probable que l'imam Màlik seguís el pla general dels primers llibres de hadits ordenats pel califa Úmar ibn al.Khattab.

## Sanadimatn
El sanad i el matn són els elements primaris d'un hadit. El sanad és la informació proporcionada amb relació a la via per la qual el matn o text ens ha pervingut. Com que inicialment la transmissió fou principalment oral, l'anàlisi de la cadena de transmissors d'un hadit fou fonamental per tal de determinar l'autenticitat d'un hadit —si dos transmissors consecutius d'un hadit se sap que mai es van veure personalment o que van viure en moments massa allunyats en el temps, difícilment un podia ensenyar a l'altre aquell hadit, per tant la cadena de transmissió no és fiable. El terme sanad és sinònim del terme isnad.
El matn és el propi text del hadit pel qual s'estableix el seu significat —un isnad perfecte avala la validesa del contingut textual d'un hadit i, per tant, el significat del matn del hadit esdevé rellevant.

## Verificació d'un hadit
En desenvolupar-se la ciència de classificació dels hadits, entre el tercer califa ortodox, Uthman ibn Affan, i el final de la dinastia omeia, els muhàddiths van establir certes categories que permetien rebutjar la tradició com a falsa o acceptar-la atorgant-li un dels següents graus: 
- Admissibles (مَقْبول, maqbūl)
- Sagrats (قُدْسِي, qudsī) —aquests es consideren portadors de la paraula divina i no de la del profeta Muhàmmad—
- Autèntics (صَحيح, ṣaḥīḥ)
- Notables (مُتَواتِر, mutawātir, «recurrent», «repetit»)
- Bons (حَسَن, ḥasan)
- Inadmissibles (مَردود, mardūd, «refusat», «descartat»)
- Febles (ضَعيف, ḍa'īf) —normalment es tracta d'apòcrifs—

Una minoria dels musulmans diuen que qualsevol hadit, no importa quina hagi estat la cadena de transmissió, que contradigui l'Alcorà ha de considerar-se una fabricació i exemplifiquen la seva afirmació amb un hadit narrat per Abu-Bakr, que va declarar haver sentit dir al Profeta: «Nosaltres els Profetes no deixem herències, tot allò que deixem com a llegat és per a la caritat». Els que segueixen aquest punt de vista afirmen que aquest hadit es contradiu amb diversos versicles de l'Alcorà que afirmen el contrari: «I Salomó va ser l'hereu de David» (27,16) o, sobre el profeta Zacaries, «Per tant, concedeixi'm Vostè un hereu que m'hereti a mi i a la casa de Jacob» (19,5-6). Des d'aquest punt de vista, la primera prova per tal de verificar l'autenticitat d'un hadit seria comprovar si contradiu els postulats de l'Alcorà o no. Tanmateix, la majoria dels erudits islàmics no troben cap contradicció entre aquest relat i els versicles alcorànics, ja que en aquests versicles s'esmenta que a David se li va concedir el coneixement i Salomó el va heretar, així com que Zacaries va heretar la profecia a la seva descendència. A favor del seu argument, aquests erudits constaten que Àïxa bint Abi-Bakr, que justament va relatar el hadit que assimila el comportament del profeta Muhàmmad a l'Alcorà, també va relatar en primera persona aquest mateix hadit d'Abu-Bakr, la qual cosa confirmaria la seva autenticitat. Dos grans estudiosos, Muhàmmad al-Bukharí i Àhmad ibn Hànbal, recopilen aquesta narració i alguns dels grans dels companys del Profeta la van qualificar com autèntica, sent un hadit recopilat també al Sahih Múslim i reconegut com a múttafaq alayhi, és a dir, «establert de comú acord [sobre la seva autenticitat]».
El professor indi Muhammad Mustafa Al-A'zami defensa el procediment de verificació dels compiladors més cèlebres. Al-A'zami cataloga quatre maneres per verificar un hadit:
1. La comparació entre els hadits de diferents alumnes d'un mateix mestre.
2. La comparació entre les declaracions d'un mateix mestre en diferents moments.
3. La comparació entre el recitat oral i els documents escrits.
4. La comparació del hadit en qüestió i el text de l'Alcorà amb el que està relacionat.

Els autors que segueixen aquesta metodologia, segons Al-A'zami, són dignes de confiança.
Alguns historiadors moderns han assenyalat que a l'hora d'acceptar un hadit com a autèntic, la tradició musulmana ha preferit històricament cenyir-se al isnad o sanad (la cadena de transmissors d'una informació) abans que al contingut mateix del hadit, encara que aquest incorregués en contradiccions amb l'Alcorà o en evidents anacronismes. Així ho expressa, per exemple, Alfred Guillaume: «Un hadit no es criticava des del punt de vista del que era inherentment raonable i observat com a digne de crèdit sinó a partir de la consideració que tingués la reputació dels garants del pou de la tradició».